# Cristo e l'adultera (Luca Giordano)
Il Cristo e l'adultera è un dipinto olio su tela (180×235 cm) di Luca Giordano, eseguito nel 1660 circa e conservato presso il Pio Monte della Misericordia di Napoli.
La tela risulta essere una replica fedele di un altro dipinto del Giordano divenuto oggi parte di una collezione privata napoletana. Essa costituisce una delle sette opere conservate negli altrettanti sette altari minori circostanti quello maggiore posto al centro della sala che, a sua volta, conserva le Sette opere di Misericordia del Caravaggio.
La scena rappresentata è tratta dal Vangelo secondo Giovanni: gli scribi portano a Gesù una donna accusata di adulterio, la quale, secondo la legge, avrebbe dovuto essere lapidata. La donna condannata viene scagionata da Cristo con semplici parole: Chi è senza peccato scagli la prima pietra.